# Cebrones del Río
Cebrones del Río è un comune spagnolo di 680 abitanti situato nella comunità autonoma di Castiglia e León.